# MaliVai Washington
Pour les articles homonymes, voir Washington.
MaliVai Washington, né le 20 juin 1969 à Glen Cove (New York), est un joueur de tennis américain, professionnel de 1989 à 1999.
Finaliste du tournoi de Wimbledon en 1996, il fut le premier joueur noir depuis Arthur Ashe à atteindre ce stade du tournoi. Il a remporté 4 tournois sur le circuit mondial. Son meilleur classement mondial fut 11e en 1992.
Sa sœur, Mashona Washington, est également joueuse de tennis professionnelle.

## Palmarès

### Titres en simple messieurs
| No | Date       | Nom et lieu du tournoi                           | Catégorie           | Dotation  | Surface         | Finaliste         | Score         |  |
| -- | ---------- | ------------------------------------------------ | ------------------- | --------- | --------------- | ----------------- | ------------- |  |
| 1  | 10-02-1992 | Federal Express International, Memphis           | Championship Series | 630 000 $ | Dur (int.)      | Wayne Ferreira    | 6-3, 6-2      |  |
| 2  | 04-05-1992 | US Men's Clay Court Championship, Charlotte (NC) | World Series        | 225 000 $ | Terre (ext.)    | Claudio Mezzadri  | 6-3, 6-3      |  |
| 3  | 10-10-1994 | IPB Czech Indoor, Ostrava                        | World Series        | 290 000 $ | Moquette (int.) | Arnaud Boetsch    | 4-6, 6-3, 6-3 |  |
| 4  | 15-04-1996 | XL Bermuda Open, Bermudes                        | World Series        | 303 000 $ | Terre (ext.)    | Marcelo Filippini | 6-7, 6-4, 7-5 |  |

### Finales en simple messieurs
| No | Date       | Nom et lieu du tournoi                            | Catégorie           | Dotation    | Surface         | Vainqueur        | Score              |          |
| -- | ---------- | ------------------------------------------------- | ------------------- | ----------- | --------------- | ---------------- | ------------------ | -------- |
| 1  | 06-01-1992 | Benson and Hedges Open, Auckland                  | World Series        | 157 500 $   | Dur (ext.)      | Jaime Yzaga      | 7-66, 6-4          |          |
| 2  | 13-04-1992 | USTA Men's Clay Courts of Tampa, Tampa            | World Series        | 235 000 $   | Terre (ext.)    | Jaime Yzaga      | 3-6, 6-4, 6-1      |          |
| 3  | 15-06-1992 | Direct Line Insurance Manchester Open, Manchester | World Series        | 235 000 $   | Gazon (ext.)    | Jacco Eltingh    | 6-3, 6-4           |          |
| 4  | 17-08-1992 | Volvo International, New Haven                    | Championship Series | 865 000 $   | Dur (ext.)      | Stefan Edberg    | 7-64, 6-1          |          |
| 5  | 11-01-1993 | Benson and Hedges Open, Auckland                  | World Series        | 157 500 $   | Dur (ext.)      | Aleksandr Volkov | 7-62, 6-4          |          |
| 6  | 12-03-1993 | Lipton Championships, Key Biscayne                | Super 9             | 1 400 000 $ | Dur (ext.)      | Pete Sampras     | 6-3, 6-2           | Parcours |
| 7  | 09-10-1995 | IPB Czech Indoor, Ostrava                         | World Series        | 375 000 $   | Moquette (int.) | Wayne Ferreira   | 3-6, 6-4, 6-3      |          |
| 8  | 23-10-1995 | Eurocard Open, Essen                              | Super 9             | 1 844 000 $ | Moquette (int.) | Thomas Muster    | 7-6, 2-6, 6-3, 6-4 | Parcours |
| 9  | 24-06-1996 | The Championships, Wimbledon                      | G. Chelem           | NC $        | Gazon (ext.)    | Richard Krajicek | 6-3, 6-4, 6-3      | Parcours |

### Finale en double messieurs
| No | Date       | Nom et lieu du tournoi             | Catégorie    | Dotation  | Surface      | Vainqueurs            | Partenaire     | Score    |  |
| -- | ---------- | ---------------------------------- | ------------ | --------- | ------------ | --------------------- | -------------- | -------- |  |
| 1  | 11-09-1995 | Tournoi de tennis de Bogota Bogota | World Series | 303 000 $ | Terre (ext.) | Jiří Novák David Rikl | Steve Campbell | 7-6, 6-2 |  |

## Parcours dans les tournois duGrand Chelem

### En simple
| Année | Open d'Australie | Open d'Australie | Internationaux de France | Internationaux de France | Wimbledon       | Wimbledon      | US Open         | US Open      |
| ----- | ---------------- | ---------------- | ------------------------ | ------------------------ | --------------- | -------------- | --------------- | ------------ |
| 1989  | —                | —                | —                        | —                        | —               | —              | 2e tour (1/32)  | P. Aldrich   |
| 1990  | —                | —                | 1er tour (1/64)          | J. Aguilera              | 2e tour (1/32)  | J. Svensson    | 2e tour (1/32)  | K. Curren    |
| 1991  | 1er tour (1/64)  | M. Stich         | 1er tour (1/64)          | G. Forget                | 2e tour (1/32)  | I. Lendl       | 3e tour (1/16)  | M. Stich     |
| 1992  | 3e tour (1/16)   | W. Masur         | 2e tour (1/32)           | A. Krickstein            | 1er tour (1/64) | S. Matsuoka    | 1/8 de finale   | M. Chang     |
| 1993  | 1/8 de finale    | P. Sampras       | 1/8 de finale            | P. Sampras               | 2e tour (1/32)  | A. Krickstein  | 3e tour (1/16)  | J. Courier   |
| 1994  | 1/4 de finale    | T. Martin        | 1er tour (1/64)          | J. Frana                 | 1er tour (1/64) | J. Renzenbrink | 2e tour (1/32)  | M. Chang     |
| 1995  | 1er tour (1/64)  | J. Siemerink     | 2e tour (1/32)           | A. Medvedev              | 1er tour (1/64) | A. Volkov      | 1er tour (1/64) | A. Chesnokov |
| 1996  | 1/8 de finale    | I. Kafelnikov    | 1er tour (1/64)          | F. Squillari             | Finale          | R. Krajicek    | 2e tour (1/32)  | A. O'Brien   |
| 1997  | 1/8 de finale    | F. Mantilla      | —                        | —                        | —               | —              | —               | —            |
| 1998  | 2e tour (1/32)   | F. Clavet        | —                        | —                        | —               | —              | 1er tour (1/64) | M. Larsson   |

N.B. : à droite du résultat se trouve le nom de l'ultime adversaire.

### En double
| Année | Open d'Australie | Open d'Australie | Internationaux de France | Internationaux de France | Wimbledon | Wimbledon | US Open                       | US Open                    |
| ----- | ---------------- | ---------------- | ------------------------ | ------------------------ | --------- | --------- | ----------------------------- | -------------------------- |
| 1990  | —                | —                | —                        | —                        | —         | —         | 1er tour (1/32) A. Hombrecher | G. Connell G. Michibata    |
| 1991  | —                | —                | —                        | —                        | —         | —         | 2e tour (1/16) T. Nelson      | T. Woodbridge M. Woodforde |

N.B. : le nom du ou de la partenaire se trouve sous le résultat ; le nom des ultimes adversaires se trouve à droite.

## Parcours dans lesMasters 1000
| Année | Indian Wells             | Miami                   | Monte-Carlo | Hambourg             | Rome                     | Canada                      | Cincinnati               | Stockholm puis Essen puis Stuttgart | Paris                       |
| ----- | ------------------------ | ----------------------- | ----------- | -------------------- | ------------------------ | --------------------------- | ------------------------ | ----------------------------------- | --------------------------- |
| 1990  | —                        | —                       | —           | —                    | —                        | 1er tour D. Wheaton         | —                        | —                                   | —                           |
| 1991  | —                        | 1er tour T. Mayotte     | —           | —                    | —                        | 2e tour J. Courier          | 1/8 de finale Bo. Becker | —                                   | 2e tour K. Nováček          |
| 1992  | —                        | 2e tour J. Stark        | —           | —                    | —                        | 1/2 finale A. Agassi        | 1er tour J. Carlsson     | 2e tour T. Enqvist                  | 2e tour J. Grabb            |
| 1993  | 1/8 de finale M. Chang   | Finale P. Sampras       | —           | —                    | 1er tour J. Siemerink    | 2e tour R. Reneberg         | 2e tour J. Siemerink     | 1/2 finale G. Ivanišević            | 2e tour M. Chang            |
| 1994  | 1/8 de finale P. Sampras | 2e tour J. Palmer       | —           | —                    | —                        | 1/4 de finale W. Ferreira   | 1/8 de finale S. Edberg  | 1er tour R. Reneberg                | —                           |
| 1995  | 1er tour F. Clavet       | 1/8 de finale A. Agassi | —           | 2e tour A. Medvedev  | 1/8 de finale J. Tarango | 1/4 de finale A. Agassi     | 1er tour T. Woodbridge   | Finale T. Muster                    | 2e tour A. Medvedev         |
| 1996  | 1er tour J. Stark        | 3e tour A. Boetsch      | —           | 2e tour R. Carretero | 2e tour C. Moyà          | 1/8 de finale P. Rafter     | 2e tour A. O'Brien       | 2e tour R. Furlan                   | 1/8 de finale I. Kafelnikov |
| 1997  | —                        | —                       | —           | —                    | —                        | —                           | —                        | —                                   | —                           |
| 1998  | 2e tour N. Kiefer        | 2e tour N. Kiefer       | —           | —                    | —                        | 1/8 de finale I. Kafelnikov | —                        | —                                   | —                           |
| 1999  | —                        | —                       | —           | —                    | —                        | —                           | 1er tour A. Di Pasquale  | —                                   | —                           |

N.B. : sous le résultat se trouve le nom de l’ultime adversaire.